# The End of Everything
Albums de Voodoo Child
Instinct Dance
(1991) Baby Monkey
(2004)
The End of Everything est un album de musique électronique paru en 1996, produit par Moby sous le pseudonyme de Voodoo Child.
De structure musicale très planante, l'ensemble de l'œuvre est de style Ambient, prédominé par de grandes boucles de synthétiseur.
À noter que cet album a fait l'objet d'une réédition en 1997 paru uniquement aux États-Unis. À cet effet, la pochette du disque s'est vu légèrement modifié et le nom de Moby a été rajouté à côté de celui de Voodoo Child. Le titre "Animal Sight" est remplacé par "Reject", que l'on peut également trouver sur le disque additionnel « Little Idiot » de l'album Animal Rights. Enfin, les titres "Patient Love" et "Honest Love" paraissent en versions longues.

## Titres
| 1. | Dog Heaven          | 6:09 |
| 2. | Patient Love        | 9:43 |
| 3. | Great Lake          | 8:58 |
| 4. | Gentle Love         | 8:17 |
| 5. | Honest Love         | 6:07 |
| 6. | Slow Motion Suicide | 7:08 |
| 7. | Animal Sight        | 7:18 |

| 1. | Patient Love        | 9:51  |
| 2. | Great Lake          | 8:58  |
| 3. | Gentle Love         | 8:17  |
| 4. | Honest Love         | 7:27  |
| 5. | Slow Motion Suicide | 7:07  |
| 6. | Dog Heaven          | 6:03  |
| 7. | Reject              | 18:27 |